# Bloodmoon (film)
Pour plus de détails, voir Fiche technique et Distribution.
Bloodmoon est un film d'horreur australien réalisé par Alec Mills, sorti en 1990.

## Fiche technique
- Titre original : Bloodmoon
- Réalisation : Alec Mills
- Scénario : Robert Brennan
- Production : Graham Burke, Greg Coote, David Munro, Stanley O'Toole
- Musique : Brian May
- Photographie : John Stokes
- Montage : David Halliday
- Décors : Philip Warner
- Costumes : Helen Mains
- Pays d'origine : Australie
- Genre : Horreur, Thriller
- Durée : 100 minutes
- Dates de sortie : 22 mars 1990 (Australie)

## Distribution
- Leon Lissek : Myles Sheffield
- Christine Amor : Virginia Sheffield
- Ian Williams : Kevin Lynch
- Helen Thomson : Mary Huston
- Craig Cronin : Matt Desmond
- Hazel Howson : Sister Mary-Ellen
- Suzie MacKenzie : Michelle
- Anya Molina : Jennifer
- Brian Moll : Mr. Gordian
- Stephen Bergin : Mark
- Christophe Broadway : Scott
- Samantha Rittson : Gretchen
- Tess Pike : Kylie
- Jo Munro : Jackie
- Michelle Doake : Linda
- Christopher Uhlman : Chip
- Justin Ractliffe : Zits
- Damien Lutz : Tom
- Warwick Brown : Billy
- Gregory Pamment : Rich
- Sueyan Cox : Sandy Desmond
- Narelle Arcidiacono : Mrs. Bacon
- Michael Adams : Mr. Owens
- Sue Lawson : Mrs. Owens